# Jazz (альбом Queen)
Jazz — седьмой студийный альбом британской рок-группы Queen, выпущенный 10 ноября 1978 года лейблами «EMI Records» в Соединенном Королевстве и «Elektra Records» в Соединенных Штатах. Спродюсированный Роем Томасом Бейкером, дизайн обложки альбома был предложен Роджером Тейлором, который ранее видел похожий рисунок на Берлинской стене. Различные музыкальные стили альбома попеременно хвалили и критиковали. Он достиг второго места в британском чарте альбомов и шестого в американском чарте «Billboard Top LPs & Tape».

## Об альбоме

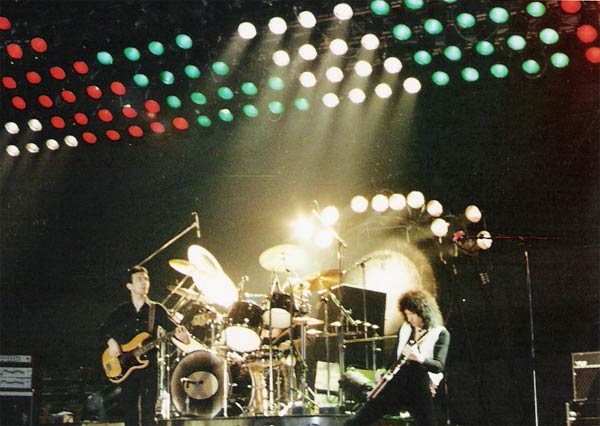
Группа во время тура Jazz Tour

Презентация этого альбома вызвала большой скандал, но после выхода синглов «Fat Bottomed Girls» и «Bicycle Race» критики стало ещё больше. Причём с точки зрения фанатов группы альбом был совсем неплох. В нём присутствует множество разных стилей: глэм-рок («Jealousy» и «Don’t Stop Me Now»), фанк-рок («Fun It»), хард-рок («Mustapha», «If You Can’t Beat Them», «Bicycle Race», «Fat Bottomed Girls», «More of That Jazz») и хеви-метал («Let Me Entertain You», «Dead on Time») и лирическая баллада Джона Дикона — на этот раз она называется «In Only Seven Days».
В альбоме «Jazz» лишь одна джазовая песня (впрочем, сделанная слегка «в стиле рок») «Dreamer’s Ball», посвящённая умершему за год до этого «королю рок-н-ролла» Элвису Пресли.

## Релиз и промо

### Клипы к альбому
1. «Fat Bottomed Girls» — клип, снятый в виде концертного выступления, вызвал гораздо больше шума в виде сингла. В США он был запрещён, и, чтобы не снимать его с продаж, на всех плакатах велосипедисткам от руки были пририсованы трусики.
2. «Bicycle Race» — это видео Дэнниса Де Валланса запретили в ряде стран как «порнографическое». Проблема заключалась в центральной части клипа, где с полсотни обнажённых велосипедисток едут по беговой дорожке стадиона Уэмбли. Существует несколько вариантов клипа, а в том, что вошёл в официальный сборник, все спорные моменты закрыты спецэффектами режиссёра.
3. «Don’t Stop Me Now» — клип записан в брюссельской студии и также изображает концертное выступление.

## Список композиций
| №  | Название                 | Автор(ы) | Длительность |
| -- | ------------------------ | -------- | ------------ |
| 1. | «Mustapha»               | Меркьюри | 3:01         |
| 2. | «Fat Bottomed Girls»     | Мэй      | 4:16         |
| 3. | «Jealousy»               | Меркьюри | 3:13         |
| 4. | «Bicycle Race»           | Меркьюри | 3:01         |
| 5. | «If You Can’t Beat Them» | Дикон    | 4:15         |
| 6. | «Let Me Entertain You»   | Меркьюри | 3:01         |

| №   | Название                  | Автор(ы) | Длительность |
| --- | ------------------------- | -------- | ------------ |
| 7.  | «Dead on Time»            | Мэй      | 3:23         |
| 8.  | «In Only Seven Days»      | Дикон    | 2:30         |
| 9.  | «Dreamer’s Ball»          | Мэй      | 3:30         |
| 10. | «Fun It»                  | Тейлор   | 3:29         |
| 11. | «Leaving Home Ain’t Easy» | Мэй      | 3:15         |
| 12. | «Don’t Stop Me Now»       | Меркьюри | 3:29         |
| 13. | «More of That Jazz»       | Тейлор   | 4:16         |

| №  | Название                                                 | Автор(ы) | Длительность |
| -- | -------------------------------------------------------- | -------- | ------------ |
| 1. | «Fat Bottomed Girls» (Single version)                    | Мэй      | 3:23         |
| 2. | «Bicycle Race» (Instrumental)                            | Меркьюри | 3:09         |
| 3. | «Don’t Stop Me Now» (With long-lost guitars)             | Меркьюри | 3:34         |
| 4. | «Let Me Entertain You» (Live in Montreal, November 1981) | Меркьюри | 2:48         |
| 5. | «Dreamer’s Ball» (Early acoustic take, August 1978)      | Мэй      | 3:40         |

## Участники записи
Queen:
- Фредди Меркьюри — лид- и бэк-вокал, фортепиано (песни 1, 3, 4, 6, 8, 12)
- Джон Дикон — бас-гитара, электро- и акустическая гитара
- Роджер Тейлор — ударные, бэк-вокал, вокал (песни 10, 13), электрогитара, бас-гитара
- Брайан Мэй — электро- и акустическая гитара, лид- и бэк-вокал

Технический персонал:
- Рой Томас Бэйкер — продюсер
- Джефф Уоркмэн — звукорежиссёр
- Джон Этчеллс — звукорежиссёр